# Jana Strnadová
Jana Strnadová (25 maggio 1972) è un'ex tennista cecoslovacca, successivamente ceca.

## Carriera
Ha raggiunto nel doppio la 333ª posizione della classifica WTA, mentre nel singolare ha raggiunto il 434º posto. Nei tornei del Grande Slam ha ottenuto il suo miglior risultato raggiungendo le semifinali di doppio agli Australian Open nel 1993, in coppia con la statunitense Patty Fendick.